# Figueroa (udde)
Figueroa är en udde i Antarktis. Den ligger i Västantarktis. Argentina, Chile och Storbritannien gör anspråk på området.
Terrängen inåt land är kuperad åt sydost, men åt sydväst är den platt. Havet är nära Figueroa åt nordväst.  Trakten är glest befolkad. 